# Африканский дикобраз
Африканский дикобраз (лат. Atherurus africanus) — вид млекопитающих из семейства дикобразовых. Несмотря на то, что за животным часто охотятся и употребляют в пищу его мясо, Международный союз охраны природы присвоил ему охранный статус «Виды, вызывающие наименьшие опасения».

## Описание
Африканский дикобраз достигает 40—50 см в длину (не считая хвоста). Взрослые особи весят около 3 кг. Форма тела похожа на крысиную, ноги короткие. Иглы легче и короче чем у большинства других видов. На хвосте иглы тоньше и сгруппированы в скопление, напоминающее кисть, которая может издавать звук при движении хвостом.

## Распространение
Обитают в Бенине, Камеруне, Демократической Республике Конго, Экваториальной Гвинее, Габоне, Гамбии, Гане, Гвинее, Кот-д’Ивуаре, Кении, Либерии, Республике Конго, Сенегале, Сьерра-Леоне, Судане, Танзании, Того и в Уганде.

## Образ жизни
Африканские дикобразы живут группами по несколько особей. На них охотятся африканский леопард и золотая кошка. При нападении хищника, дикобраз поднимает иглы (так он кажется больше), гремит хвостом и топает лапами. Как и другие виды, африканский дикобраз пытается проколоть нападающего иглами.
Дни проводят в пещерах и норах, выходя из них ночью. Являются травоядными, поедая растения, корни, цветки и плоды.

## Подвиды
Известно три подвида:
- Atherurus africanus africanus (Gray, 1842)
- Atherurus africanus centralis (Thomas, 1895)
- Atherurus africanus turneri (St. Leger, 1932)

## Галерея
- Африканский дикобраз в музее
- Африканский дикобраз в зоопарке
- Скелет